# Futbol'nyj Klub Vorskla (femminile)
Il Futbol'nyj Klub Vorskla (in ucraino ФК Ворскла?) è una squadra di calcio femminile ucraina, sezione dell'omonimo club con sede a Poltava, capoluogo dell'omonimo oblast'.
Istituita nel 2021 come assorbimento dello Žinočyj Futbol'nyj Klub Žytlobud-2 Charkiv, con sede a Charkiv, disputa la Žinoča Višča Liha, massimo livello del campionato ucraino femminile di calcio, del quale, con la precedente denominazione ha vinto tre edizioni, e ha partecipato per due volte alla UEFA Women's Champions League in qualità di campione ucraino.

## Palmarès
- Campionato ucraino femminile: 6

Žytlobud-2 Charkiv: 2016, 2017, 2019-2020
Vorskla: 2022-2023, 2023-2024, 2024-25
- Coppa dell'Ucraina femminile: 3

Žytlobud-2 Charkiv: 2019-2020, 2020-2021
Vorskla: 2022-2023

## Organico

### Rosa 2023
Rosa, ruoli e numeri di maglia come da sito UEFA
| N. |                       | Ruolo | Calciatrice           |
| -- | --------------------- | ----- | --------------------- |
| 3  | Ucraina (bandiera)    | D     | Anna Davydenko        |
| 4  | Ucraina (bandiera)    | D     | Yana Kotyk            |
| 5  | Ucraina (bandiera)    | A     | Veronika Andrukhiv    |
| 7  | Kazakistan (bandiera) | C     | Kamila Kulmagambetova |
| 8  | Ucraina (bandiera)    | D     | Taisiia Babenko       |
| 9  | Ucraina (bandiera)    | C     | Viktoria Radionova    |
| 10 | Ucraina (bandiera)    | A     | Yana Kalinina         |
| 11 | Ucraina (bandiera)    | A     | Nikol Kozlova         |
| 15 | Ucraina (bandiera)    | D     | Karina Voit           |
| 16 | Ucraina (bandiera)    | C     | Iryna Kotiash         |
| 17 | Ucraina (bandiera)    | D     | Kateryna Korsun       |

| N. |                    | Ruolo | Calciatrice       |
| -- | ------------------ | ----- | ----------------- |
| 18 | Ucraina (bandiera) | P     | Alla Herasymchuk  |
| 19 | Ucraina (bandiera) | D     | Maryna Shaynyuk   |
| 20 | Armenia (bandiera) | C     | Olga Osipyan      |
| 22 | Ucraina (bandiera) | C     | Roksolana Kravčuk |
| 23 | Ucraina (bandiera) | P     | Kateryna Samson   |
| 25 | Ucraina (bandiera) | C     | Anna Petryk       |
| 29 | Ucraina (bandiera) | D     | Iryna Podol's'ka  |
| 47 | Ucraina (bandiera) | D     | Mariia Kuleba     |
| 71 | Ucraina (bandiera) | P     | Daryna Bondarčuk  |
|    | Ucraina (bandiera) | A     | Iryna Kushnir     |

### Rosa 2020
Rosa, ruoli e numeri di maglia come da sito wfpl.com.ua e sito UEFA, aggiornati al 4 novembre 2020.
| N. |                       | Ruolo | Calciatrice        |
| -- | --------------------- | ----- | ------------------ |
| 4  | Ucraina (bandiera)    | D     | Anastasija Sirmaj  |
| 5  | Ucraina (bandiera)    | A     | Veronika Andruchiv |
| 7  | Ucraina (bandiera)    | A     | Jana Malachova     |
| 8  | Ucraina (bandiera)    | C     | Tetjana Kitajeva   |
| 9  | Kazakistan (bandiera) | C     | Ksenia Khairulina  |
| 10 | Ucraina (bandiera)    | A     | Jana Kalinina      |
| 11 | Ucraina (bandiera)    | D     | Jana Kotyk         |
| 15 | Ucraina (bandiera)    | C     | Ija Andruščak      |
| 16 | Ucraina (bandiera)    | C     | Iryna Kotjaš       |
| 17 | Ucraina (bandiera)    | D     | Kateryna Korsun    |
| 19 | Ucraina (bandiera)    | D     | Iryna Vasyljuk     |
| 21 | Ucraina (bandiera)    | C     | Natija Panculaja   |

| N. |                    | Ruolo | Calciatrice        |
| -- | ------------------ | ----- | ------------------ |
| 22 | Ucraina (bandiera) | C     | Roksolana Kravčuk  |
| 23 | Ucraina (bandiera) | P     | Kateryna Samson    |
| 27 | Ucraina (bandiera) | D     | Tetjana Ryžova     |
| 29 | Ucraina (bandiera) | D     | Iryna Podol's'ka   |
| 33 | Ucraina (bandiera) | D     | Ljubov Mochnač     |
| 55 | Ucraina (bandiera) | D     | Iryna Džurenko     |
| 71 | Ucraina (bandiera) | P     | Daryna Bondarčuk   |
| 77 | Ucraina (bandiera) | C     | Tetjana Tril       |
| 88 | Ucraina (bandiera) | D     | Marija Koleščuk    |
| 97 | Ucraina (bandiera) | C     | Julija Tytova      |
| 99 | Ucraina (bandiera) | D     | Anastasija Filenko |